# Ilex zeylanica
Ilex zeylanica är en järneksväxtart som beskrevs av Carl Maximowicz. Ilex zeylanica ingår i släktet järnekar, och familjen järneksväxter. Inga underarter finns listade i Catalogue of Life.